# Палеотектоника
Палеотектоника (от греч. παλαιός — древний + греч. τεκτονικός — строить) — наука о реконструкциях древних структурных элементов земной коры. Этот раздел исторической геологии восстанавливает хронологию и воспроизводит процессы, происходившие в прошлом. Палеотектоника изучает историю изменений земной коры под влиянием механических тектонических движений и деформаций.